# Gran Hotel Montesol Ibiza
El Gran Hotel Montesol Ibiza es un hotel de cuatro estrellas en el centro de Ibiza. Está situado en un edificio histórico calificado como Bien de Interés Cultural.
Se caracteriza por sus colores blanco y amarillo y su arquitectura de estilo colonial. El hotel, inaugurado en 1933, es el primero establecido en Ibiza. Durante la Guerra Civil Española en 1936 y hasta el final de la Segunda Guerra Mundial en 1945, fue utilizado por el ejército. El hotel comenzó a formar parte de la Curio Collection de Hilton en verano de 2014, y fue reformado a finales de ese mismo año. A partir de 2020 el hotel se desvinculó de Hilton para comenzar a operar de forma independiente.